# Louis Adrian

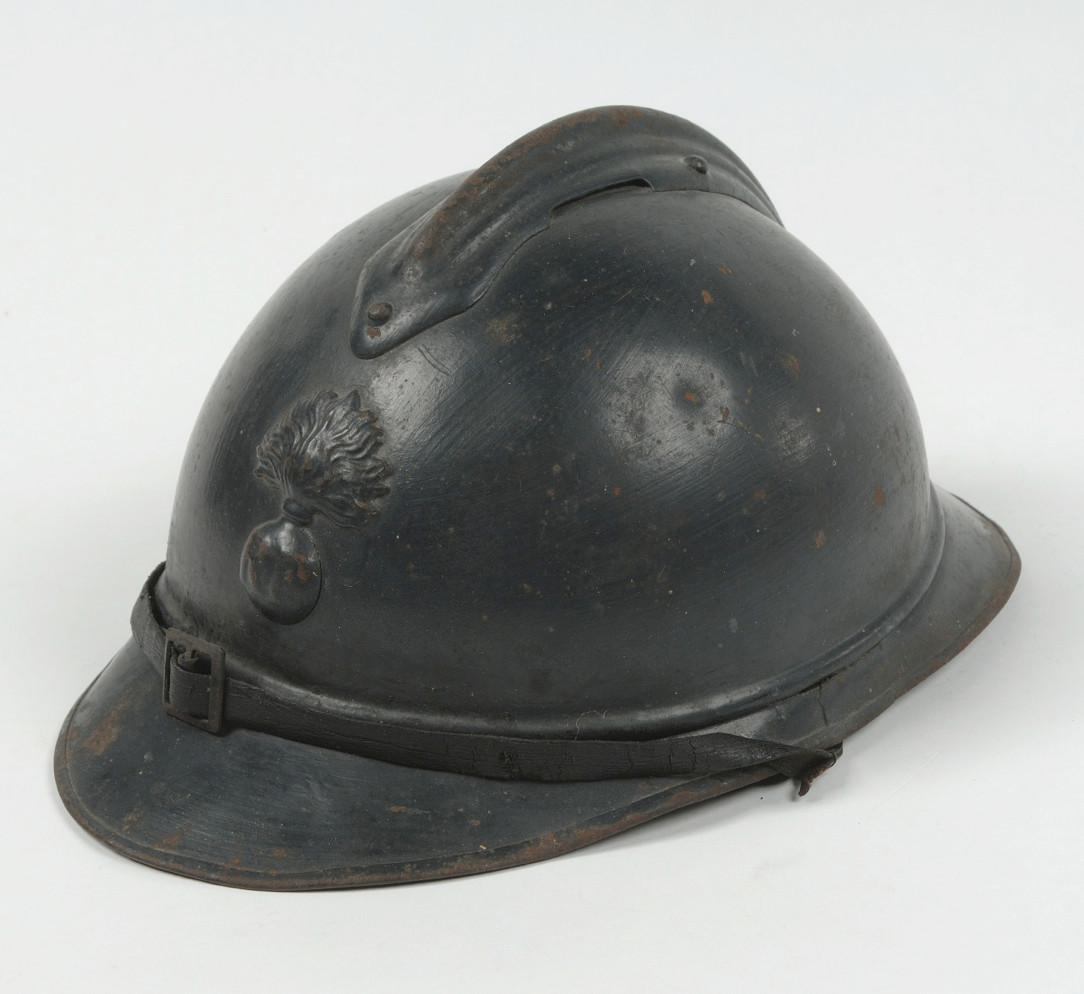
Un casco Adrian.

Auguste Louis Adrian (Metz, 29 de agosto de 1859-París, 8 de agosto de 1933) fue un oficial del Ejército de Tierra francés. Dedicó sus primeros años de carrera como ingeniero a la construcción de infraestructura militar en Francia y Madagascar. En 1898, fue nombrado instructor de logística militar y, en 1907, director de suministros, con la misión de reducir la corrupción en la cadena de suministro. Agotado por este cargo, se retiró en 1913.
Adrian regresó al ejército al comienzo de la Primera Guerra Mundial y ayudó a organizar los taxis utilizados para transportar refuerzos a la primera batalla del Marne. Posteriormente, se le asignó la responsabilidad de la ropa militar y ayudó a suministrar uniformes de invierno y armaduras para los soldados. Esto incluía un gorro metálico para usar debajo del quepis. Adrian desarrolló este último, convirtiéndolo en el casco Adrian, que desempeñó un papel importante en la reducción de las lesiones en la cabeza durante la guerra de trincheras. A finales de la guerra, Adrian ayudó a triangular la ubicación de los Pariser Kanonen, los cañones utilizados por Alemania para bombardear la capital francesa. Finalmente se retiró en 1920.

## Primeros años
Auguste Louis Adrian nació en Metz, al noreste de Francia, el 29 de agosto de 1859. Hijo de Jean Louis y Cornelie-Joseph Adrian, fue criado en la fe católica. La familia Adrian se trasladó a Tours, en el centro de Francia, tras la anexión de Metz al Imperio alemán tras la guerra franco-prusiana. Adrian recibió una beca para estudiar en el Liceo Descartes y, a partir de 1880, estudió ingeniería en la École polytechnique.
El 1 de octubre de 1880, Adrian ingresó en el Ejército de Tierra francés con el grado de subteniente para asistir a la Escuela Aplicada de Artillería e Ingeniería de Fontainebleau. Ascendió a teniente el 1 de octubre de 1882 y fue destinado al 3.er Regimiento de Ingeniería a finales de ese mes. El 12 de febrero de 1886, Adrian fue ascendido a capitán para servir en la plana mayor. A partir de entonces, trabajó en la construcción de carreteras, puentes y defensas costeras en Francia, incluyendo cuarteles en la costa del Canal de la Mancha. El 23 de enero de 1889, Adrian se casó con Marguerite Anna.
Adrian sirvió en proyectos de construcción en Madagascar francés del 12 de marzo de 1895 al 30 de diciembre de 1895. Fue nombrado caballero de la Legión de Honor el 30 de enero de 1896 y sirvió como instructor en la Escuela de Administración Militar en Valenciennes desde el 19 de marzo de 1898, con el nombramiento de subintendente de tercera clase en el servicio de suministros. En este período, Adrian escribió artículos sobre logística militar y un manual para oficiales subalternos. Se convirtió en subintendente superior del servicio de suministros del ejército en París en 1900 y fue ascendido a subintendente de segunda clase en julio de 1904 y asignado a Arrás.
En 1907, Adrian se convirtió en director de suministros del Ministerio de Guerra. Se le encomendó la tarea de eliminar el fraude y la corrupción en la cadena de suministro, un cargo que lo hizo impopular. Adrian fue nombrado subintendente de primera clase (equivalente a coronel) el 25 de diciembre de 1908. Fue nombrado oficial de la Legión de Honor el 31 de diciembre de 1912 y para 1913 también había sido nombrado comandante de la Orden de la Estrella de Anjouan. Fatigado por su papel anticorrupción, Adrian solicitó la jubilación, que le fue concedida el 1 de mayo de 1913. Posteriormente residió en Genêts, en el noroeste de Francia; durante su jubilación, Adrian diseñó una cabaña prefabricada para uso de ganaderos en Venezuela, diseñada para ser desmontada y reubicada con frecuencia.

## Primera Guerra Mundial

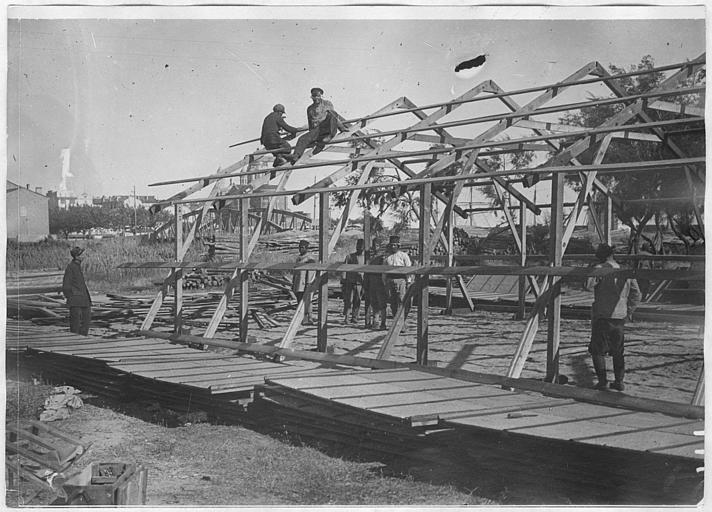
Una «cabaña Adrian» en construcción en Madagascar.

En vísperas de la Primera Guerra Mundial, Adrian regresó al servicio activo el 2 de agosto de 1914, un día antes de la declaración de guerra alemana a Francia. Durante la primera parte de la guerra, sirvió como subdirector del Cuerpo de Abastecimiento. Durante la primera batalla del Marne, a principios de septiembre de 1914, Adrian ayudó a organizar el transporte de refuerzos al frente mediante taxis parisinos. También fue responsable de rescatar unas 4000 toneladas de textiles de Lille antes de que fuera ocupada por las fuerzas alemanas en octubre.
En 1915, Adrian fue nombrado inspector general de vestuario, cargo que ocupó hasta el 28 de noviembre de 1916. Reformó la fabricación de uniformes y organizó el suministro de capas de piel de oveja y botas de trinchera para el primer invierno de la guerra. También en 1915, al reconocer la escasez de lona para la fabricación de tiendas de campaña, Adrian transformó sus cobertizos prefabricados de Venezuela en la «cabaña Adrian» para uso del ejército francés. Se establecieron 20 fábricas para fabricar las cabañas, que se utilizaron ampliamente en campamentos de descanso en Francia, África, Salónica y Corfú, y como alojamiento temporal después de la guerra.
Dado que la artillería era responsable de dos tercios de las bajas en el ejército francés, Adrian desarrolló un casco metálico para llevar dentro del quepis de tela. A principios de 1915, se fabricaron unas 700 000 unidades, que demostraron ofrecer protección contra el 60 % de los impactos de metralla. En abril de 1915, diseñó un nuevo casco de acero con ala, conocido como el casco Adrian. Se produjeron unos 7 millones en un año, y fue utilizado por los ejércitos francés, ruso, rumano, serbio, belga e italiano. La introducción del casco condujo a una reducción de las lesiones en la cabeza en el ejército, y Adrian fue nombrado comandante de la Legión de Honor el 28 de octubre de 1915. También desarrolló una armadura abdominal para protegerse contra el alambre de púas y las bayonetas, hombreras para infantería, asientos para aviones blindados y nuevas correas para la mochila del ejército francés.
Adrian fue nombrado inspector general de acantonamientos (equivalente al rango de general de división) el 26 de junio de 1917, con responsabilidad sobre refugiados y repatriación. En 1918, ayudó a triangular la ubicación de los Pariser Kanonen, los cañones alemanes de París, utilizados para bombardear dicha capital. Adrian fue transferido a la reserva de oficiales en agosto de 1918.

## Últimos años

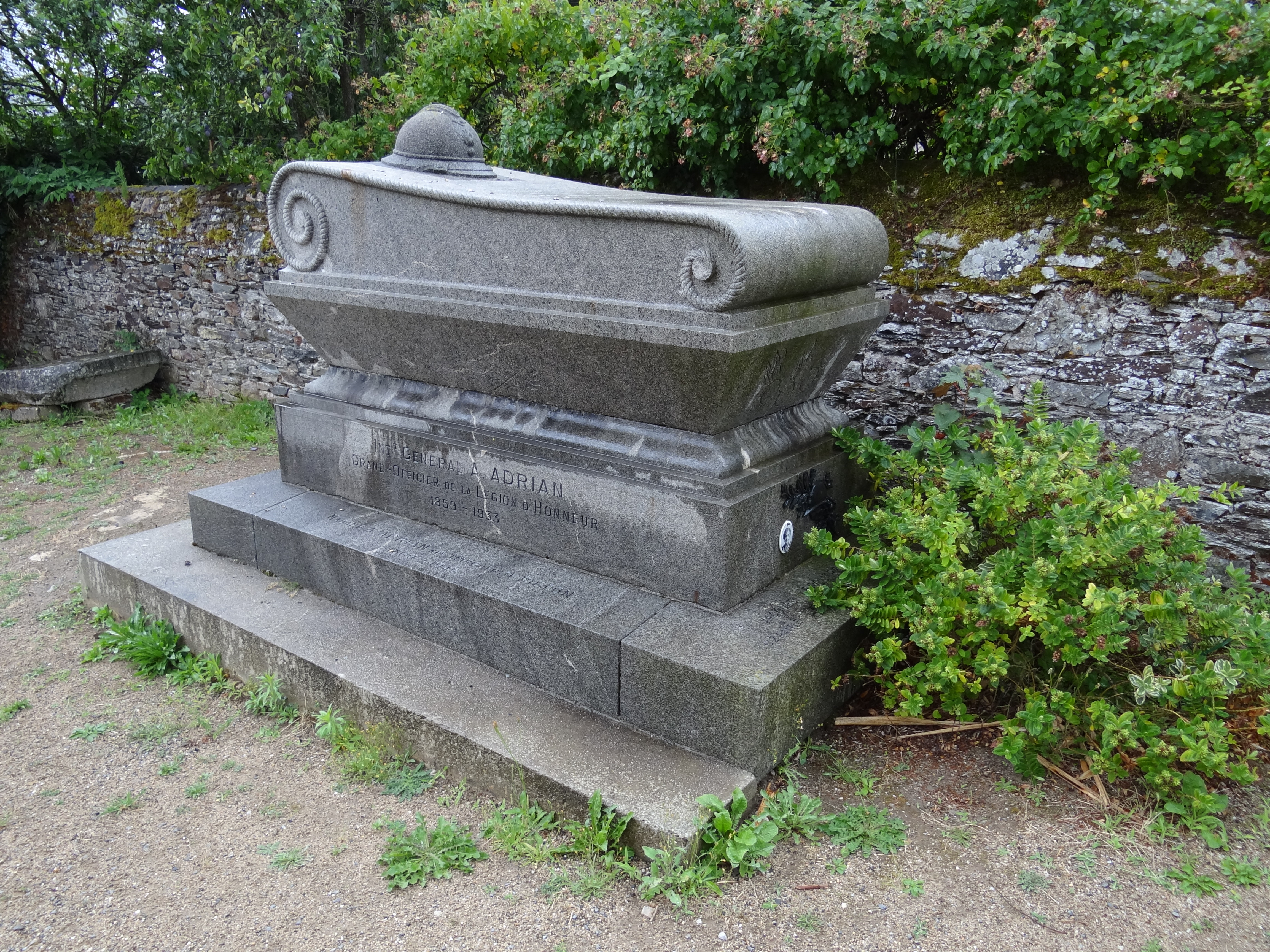
Tumba de Adrian.

Adrian regresó al ejército como general el 2 de marzo de 1919. Fue nombrado gran oficial de la Legión de Honor el 16 de junio de 1920, poco antes de su retiro definitivo a Genets. Adrian falleció en Val-de-Grâce en París el 8 de agosto de 1933. Está enterrado en Genets, donde su tumba está coronada con una representación del casco de Adrian.